# Przymus złożony
Przymus złożony (ang. "compound squeeze") w brydżu oznacza sytuację w której najpierw jeden z przeciwników jest ustawiony w przygotowawczym przymusie trójkolorowym, a następnie obaj przeciwnicy zostają poddani przymusowi podwójnemu, po raz pierwszy został on opisany i przeanalizowany przez Clyde'a E. Love'a.  Aby przymus złożony mógł wystąpić musi być spełnionych kilka warunków: rozgrywający musie mieć dwie podwójne groźby w których zatrzymania mają obaj obrońcy i jedną pojedynczą groźbę.  Groźba pojedyncza musi być położona po lewej stronie obrońcy który stanie w pierwszym, "przygotowawczym" przymusie.
```
                       ♠ -
                       
♥
 4
                       
♦
 K 3 2
                       ♣ K 3 2
             ♠ -                  ♠ A
             
♥
 8                  
♥
 -
             
♦
 W 9 8              
♦
 D 6 5 
             ♣ W 9 8              ♣ D 6 5
                       ♠ K
                       
♥
 A K
                       
♦
 A 4
                       ♣ A 4
```

Rozgrywający gra króla kier i E staje w pierwszym przymusie, nie może odrzucić asa pik, zmuszony jest więc do pozbycia się blotki w jednym z kolorów młodszych.  Rozgrywający przechodzi teraz do dziadka królem w kolorze zrzutki i wraca do ręki asem w tym samym kolorze, po czym gra asa kier stawiając obu graczy w przymusie podwójnym jednoczesnym.
```
                       ♠ A 3 2
                       
♥
 2
                       
♦
 K 2
                       ♣ 2
             ♠ K D                ♠ -
             
♥
 K 9                
♥
 D W 8
             
♦
 D 9 8              
♦
 W 10 7
             ♣ -                  ♣ 2
                       ♠ -
                       
♥
 A 4
                       
♦
 A 4 3
                       ♣ A K
```

Rozgrywający gra asa i króla trefl stawiając obrońcę W w przymusie:
- zrzucenie pika pozwala na wzięcie trzech lew w tym kolorze, musi więc trzymać oba honory pikowe,
- jeżeli zrzuci dwa kiery, rozgrywający zagra asa kier, na którego będzie musiał W będzie musiał wyrzucić karo, rozgrywający przejdzie teraz do dziadka królem karo i as pik ustawi przymus podwójny,
- jeżeli wyrzuci dwa kara, to rozgrywający odegra asa, króla karo (zmuszając W do wyrzucenia blotki kier) i zagrany ze stołu as pik postawi w przymusie gracza E,
- jeżeli wyrzuci po jednej blotce w kolorach czerwonych, rozgrywający odegra asa kier, przejdzie do stołu królem karo i zagra asa pik stawiając E w przymusie w kolorach czerwonych.